# Conceição da Feira (ort)
Conceição da Feira är en ort i Brasilien.   Den ligger i kommunen Conceição da Feira och delstaten Bahia, i den östra delen av landet, 1 000 km öster om huvudstaden Brasília. Conceição da Feira ligger 219 meter över havet och antalet invånare är 15 834.
Terrängen runt Conceição da Feira är platt. Närmaste större samhälle är Cachoeira, 13,3 km söder om Conceição da Feira.
Omgivningarna runt Conceição da Feira är huvudsakligen savann. Runt Conceição da Feira är det ganska tätbefolkat, med 111 invånare per kvadratkilometer.